# Строганова, Екатерина Петровна
Графиня Екатери́на Петро́вна Стро́ганова (в девичестве княжна Трубецкая, 1744, Петербург — 20 ноября 1815, Братцево, где и похоронена) — светская красавица екатерининских времен, известная своей бурной личной жизнью.

## Биография
Родилась в семье действительного тайного советника, сенатора князя Петра Никитича Трубецкого (1724—1791), старшего сына елизаветинского сановника Н. Ю. Трубецкого. После смерти в 1771 году единственного брата она стала наследницей отцовского состояния. Мать — Наталья Васильевна (1728—1761), в девичестве княжна Хованская, внучка вице-канцлера П. П. Шафирова.
Получила домашнее воспитание и в 1762 году была пожалована во фрейлины двора. Отличалась красотой и умом; современники отмечали её талант живой и остроумной собеседницы.

## Замужество

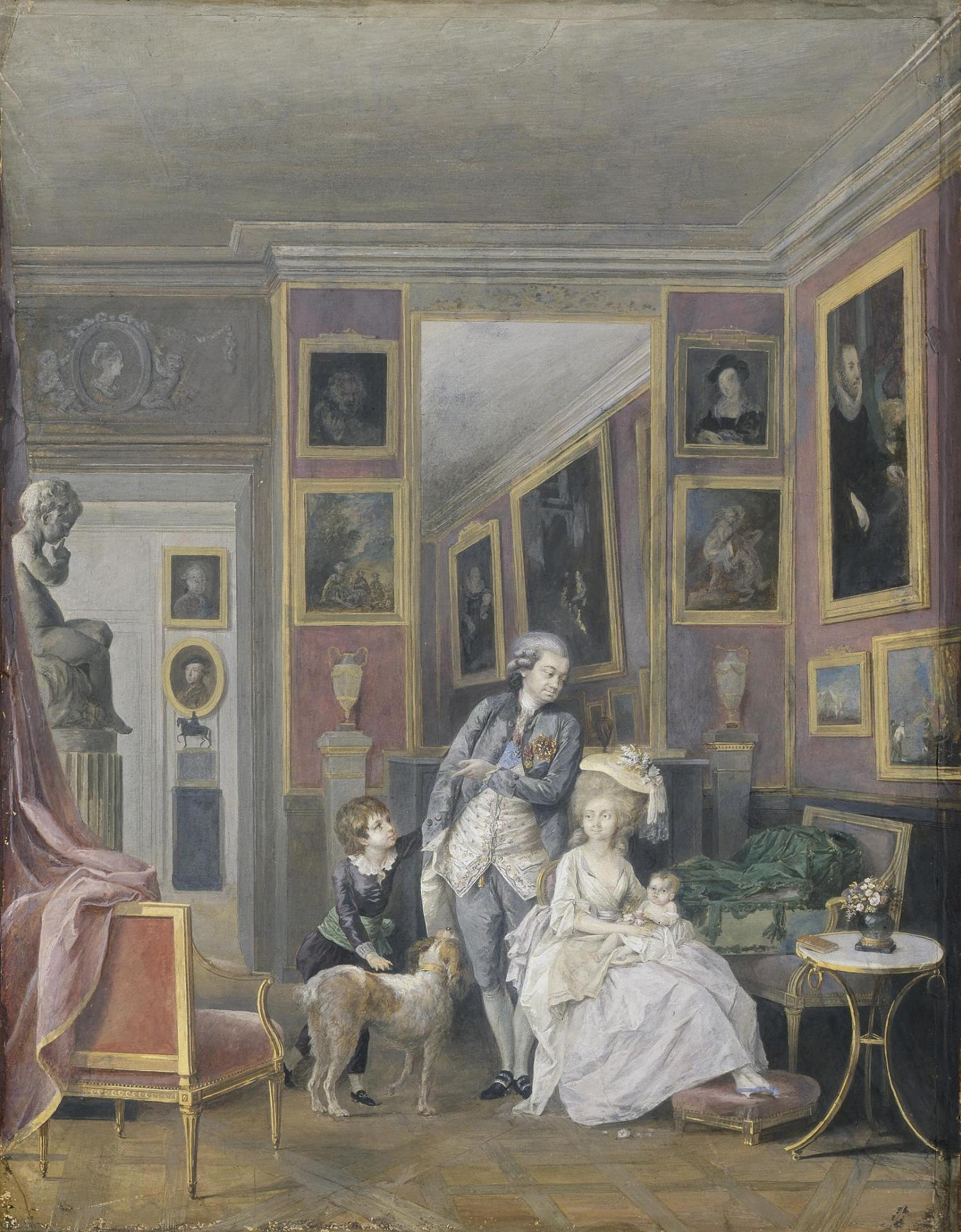
Строгановы с детьми в Париже (1778)

27 июля 1769 года Екатерина Петровна стала женой незадолго перед тем овдовевшего графа Александра Сергеевича Строганова, на 11 лет старше её, видного богача и мецената. Почти сразу после свадьбы супруги отправились путешествовать по Европе, избрав главным местом своего пребывания Париж, где у них родились сын и дочь.

В Париже Строгановы вращались в блестящем кругу молодого версальского двора и в то же время имели знакомство в среде философов и энциклопедистов. В Фернее они посетили старика Вольтера, который обошёлся весьма приветливо с ними. Это посещение произвело настолько глубокое впечатление на графиню Строганову, что старушкой, живя в Москве, она любила рассказывать о своем знакомстве с Вольтером и о тех комплиментах, которых удостоил её престарелый мудрец. Дряхлый, больной Вольтер редко уже выходил на воздух и однажды, после прогулки в солнечный день, встретив у порога своего дома графиню Строганову, дышавшую молодостью и красотой, приветствовал её словами:
…Ах, сударыня, какой прекрасный день сегодня: я видел солнце и вас!
Первые годы супружества Екатерины Петровны были несомненно счастливы, и лишь в 1779 году, по возвращении супругов в Петербург, разыгралась семейная драма, навсегда их разлучившая.

## Распад брака

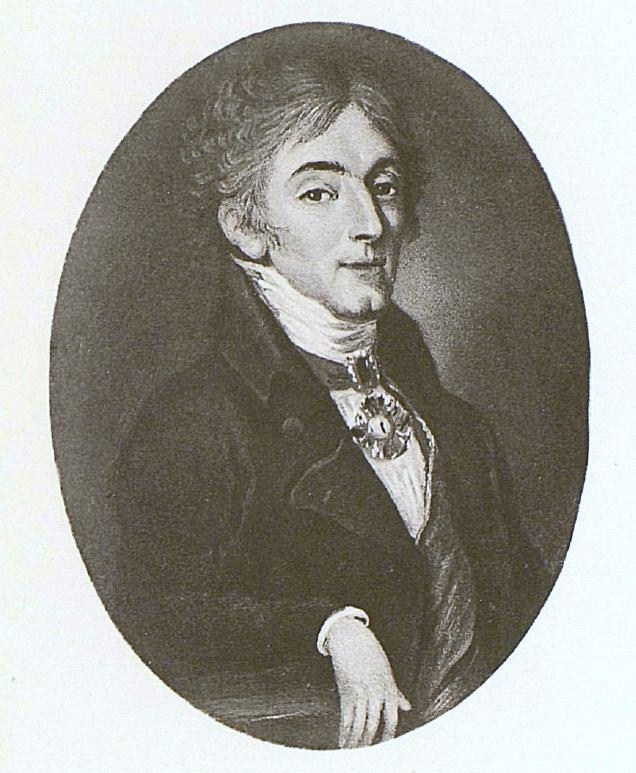
И. Н. Римский-Корсаков

В Петербурге Екатерина Петровна познакомилась с любимым фаворитом Екатерины II Иваном Римским-Корсаковым, молодым 24-летним красавцем. Он любил музыку, пение и обладал хорошим голосом. Он влюбился в Екатерину Петровну и без труда добился взаимности. Влюбленные были обнаружены, и Корсаков был удален от двора; к общему удивлению, графиня Строганова в октябре 1779 года последовала за ним в Москву, бросив в Петербурге мужа и 5-летнего сына.
Строганов, тем не менее, отнёсся к происшедшему философски и, не оформляя развода, наделил жену домом в Москве, деньгами и имением Братцево под Москвой (ныне в черте города). Екатерина Петровна продолжала носить имя мужа, однако долгое время не имела связей с сыном, так как ей было запрещено писать ему. Первая переписка между ними началась в 1787 году, когда её сыну Павлу было тринадцать лет. Родители тщательно скрывали от сына свои порванные отношения, однако благодаря завистникам из петербургского света, мальчик узнал об этом очень скоро. К тому же трудно было объяснить причину скорого отъезда матери со своей дочерью.

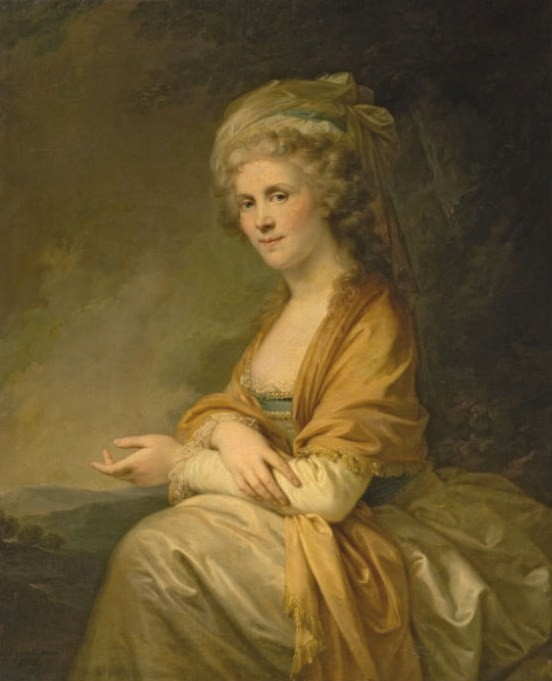
Екатерина Петровна на портрете И.-Б. Лампи (1793)

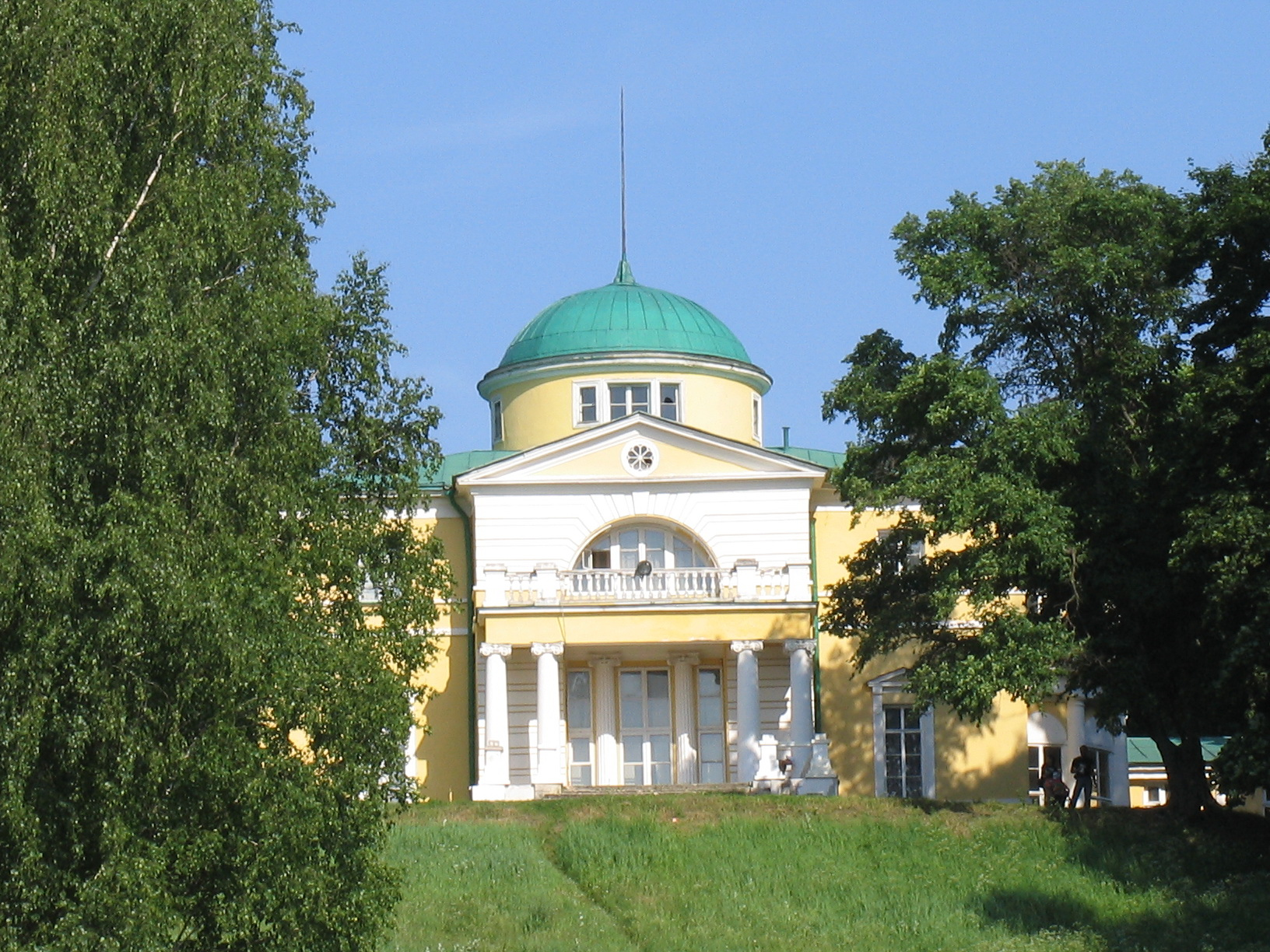
Братцевская усадьба Строгановой

Екатерина Петровна провела остальную часть жизни между Братцево и Москвой, где жила одинаково роскошно и принимала у себя все высшее общество, а также всех заезжих певцов и виртуозов, так как страстно любила музыку и театр. Строганова до конца дней сохранила свою привязанность к Корсакову, и когда, при Императоре Павле, ему велено было удалиться в Саратов в 1799 году, хотела последовать за ним туда. Благодаря, однако, просьбам бывшего мужа (с которым, по всей видимости, она поддерживала связь) Екатерина Строганова и Римский-Корсаков вернулись в свою усадьбу. Князь И. М. Долгорукий писал о Екатерине Петровне:
…Женщина характера высокого и отменно любезная, беседа её имела что-то особо заманчивое, одарена многими прелестями природы, умна, мила, приятна. Любила театр, искусство, поэзию, художество с таким же огнём и в 70 лет, как в молодости. Была очень живого характера.
 В последние годы жизни Екатерина Петровна тяжело болела, паралич ног приковал её к креслу. Художница Виже-Лебрён, посетившая Москву в октябре 1800 года, вспоминала:
…Один из первых моих визитов был к графине Строгановой, жене моего старинного и доброго приятеля. Я увидела её высоко поднятой на какой-то качавшейся машине и не могла вообразить, как она переносит непрестанное сие движение; но оное было необходимо для её здоровья, поелику лишена она была способности ходить и двигаться, что, впрочем, ничуть не мешало любезному её обращению. Я рассказала ей о затруднительности своего положения, и графиня сразу же отвечала, что у неё есть прелестный и никем не занятый дом, в котором она и просит меня остановиться. Она не желала слышать о какой-либо плате, я решительно от сего отказалась. Видя, что все её настояния напрасны, призвала она свою изрядно красивую дочь и предложила заплатить портретом сей юной особы, на что я с удовольствием согласилась...
Скончалась Екатерина Петровна на 71-м году в Москве 20 ноября 1815 году и погребена в Спасо-Андрониевском монастыре. До самой смерти она сохраняла полную память и с юношеским пылом предавалась воспоминаниям, о своей молодости; живая и занимательная беседа её была «архивом анекдотов любопытных» о временах Екатерины II и Людовика XVI.

## Дети
В браке с графом Строгановым она имела детей:
- София Александровна (1770—04.04.1771), умерла «от колотья», похоронена в Александро-Невской лавре[6].
- Павел Александрович (1774—1817), с 1802 года товарищ министра внутренних дел, в 1807 году вступил в армию волонтером, позже генерал-адъютант. Командующий дивизией и корпусом. Был женат на княжне Софье Владимировне Голицыной (1775—1845).
- София (Наталия) Александровна (1778, Париж — 1794)[7]

От союза с Римским-Корсаковым Екатерина Петровна имела двух сыновей и двух дочерей. Они получили дворянство и фамилию Ладомирских:
- София Ивановна  (ум. до 1803), по словам современника, умерла от пения, которым её уморил прославленный итальянский певец-кастрат (сопрано) и вокальный педагог Пьетро Мускетти, работавший в России[8].
- Варвара Ивановна[9](1785—1840), замужем с 13 ноября 1804 года[10] за Иваном Дмитриевичем Нарышкиным (1776—1848), их дочь Зинаида (1810—1893), известная красавица, жена князя Б. Н. Юсупова.
- Василий Николаевич (1786—1847) — действительный статский советник. Он унаследовал имение Братцево, которое после его смерти перешло вдове. Был женат первым браком на Марии Ксаверьевне Любомирской (1790-е-1814), сестре К. К. Любомирского; вторым — на княжне Софье Фёдоровне Гагариной (1794—1858), дочери княгини П. Ю. Гагариной.
- Владимир Иванович

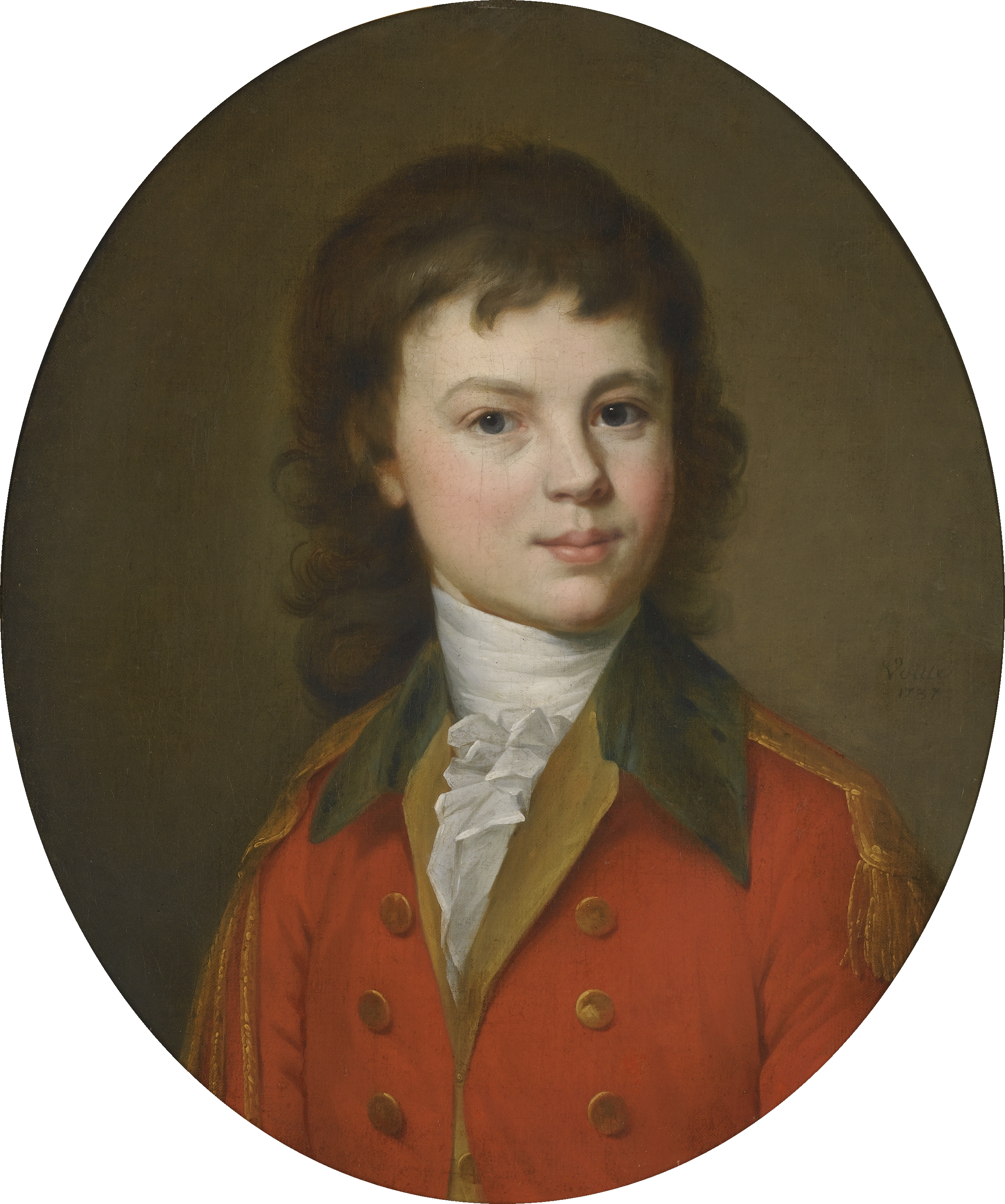
Павел Александрович, сын
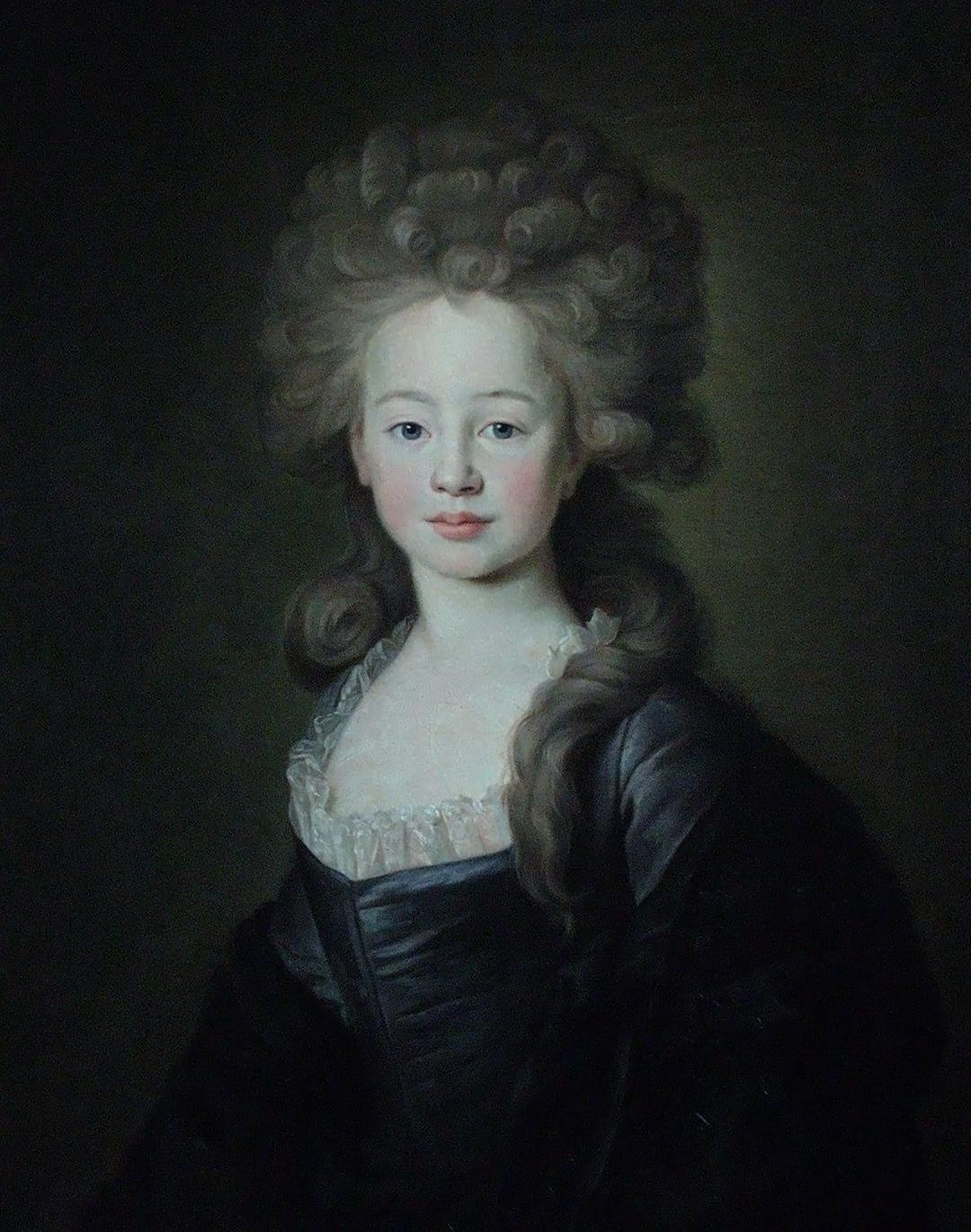
София Александровна, дочь
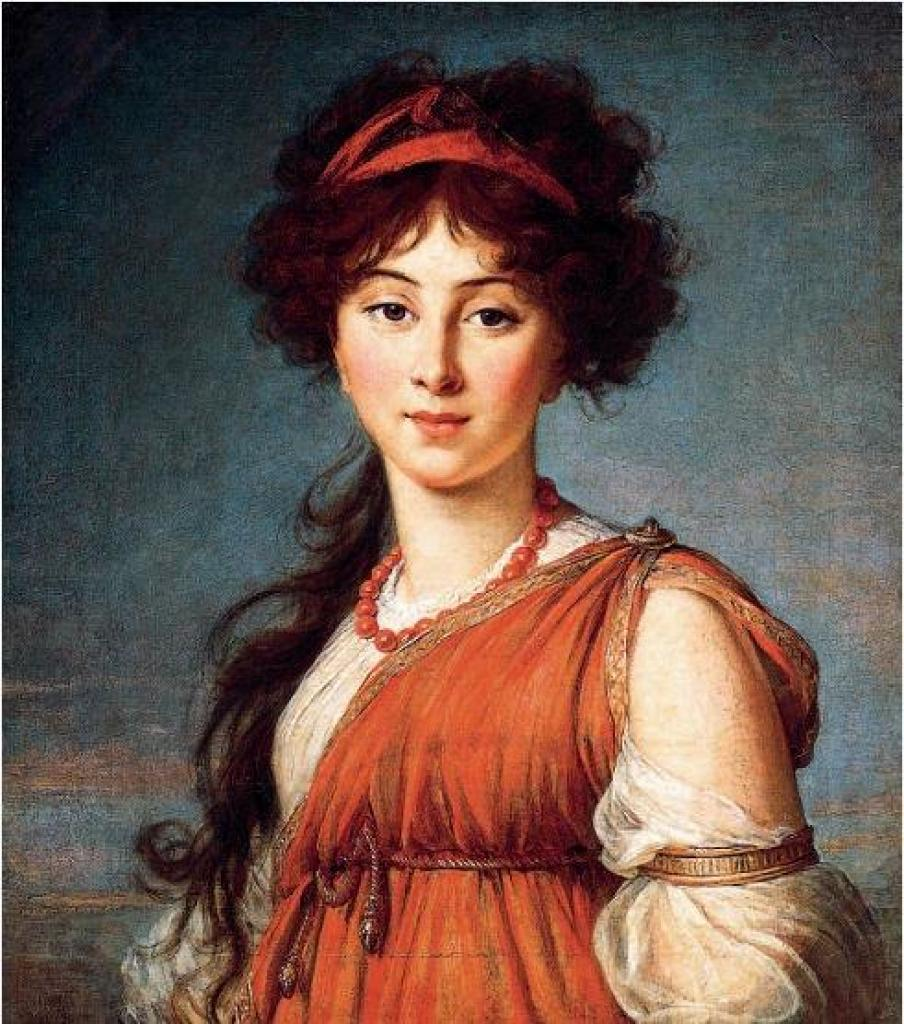
Варвара Ладомирская на портрете Виже-Лебрён
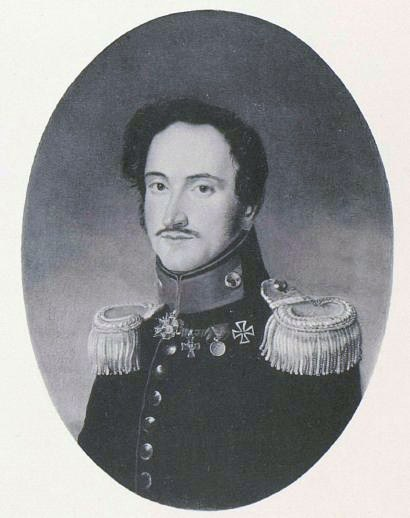
Василий Ладомирский